# Frank Heino Damrosch

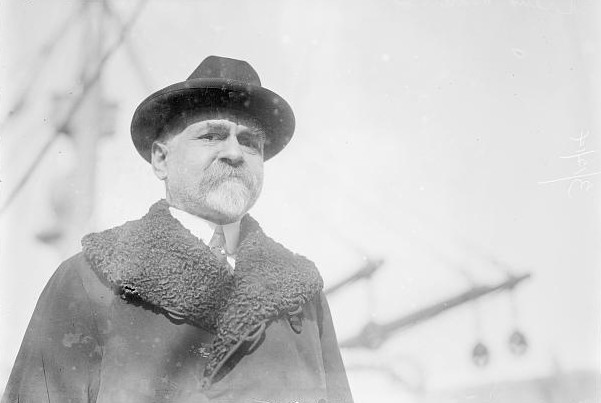
Frank Damrosch.

Frank Heino Damrosch, född 22 juni 1859, död 22 oktober 1937, var en amerikansk musiker. Han var son till Leopold Damrosch.
Damrosch var kördirigent i New York, från 1905 var han även direktör för det stora New Yorkkonservatoriet Institute of Musical Art. Damrosch har inlagt stora förtjänster om den folkliga sången i USA och bildandet av folksångsföreningar. Han har även utgett Popular Method of Sight-Singing (1894).